# Ateizm Derneği

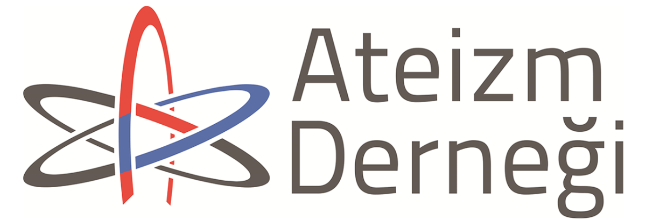
Logo.

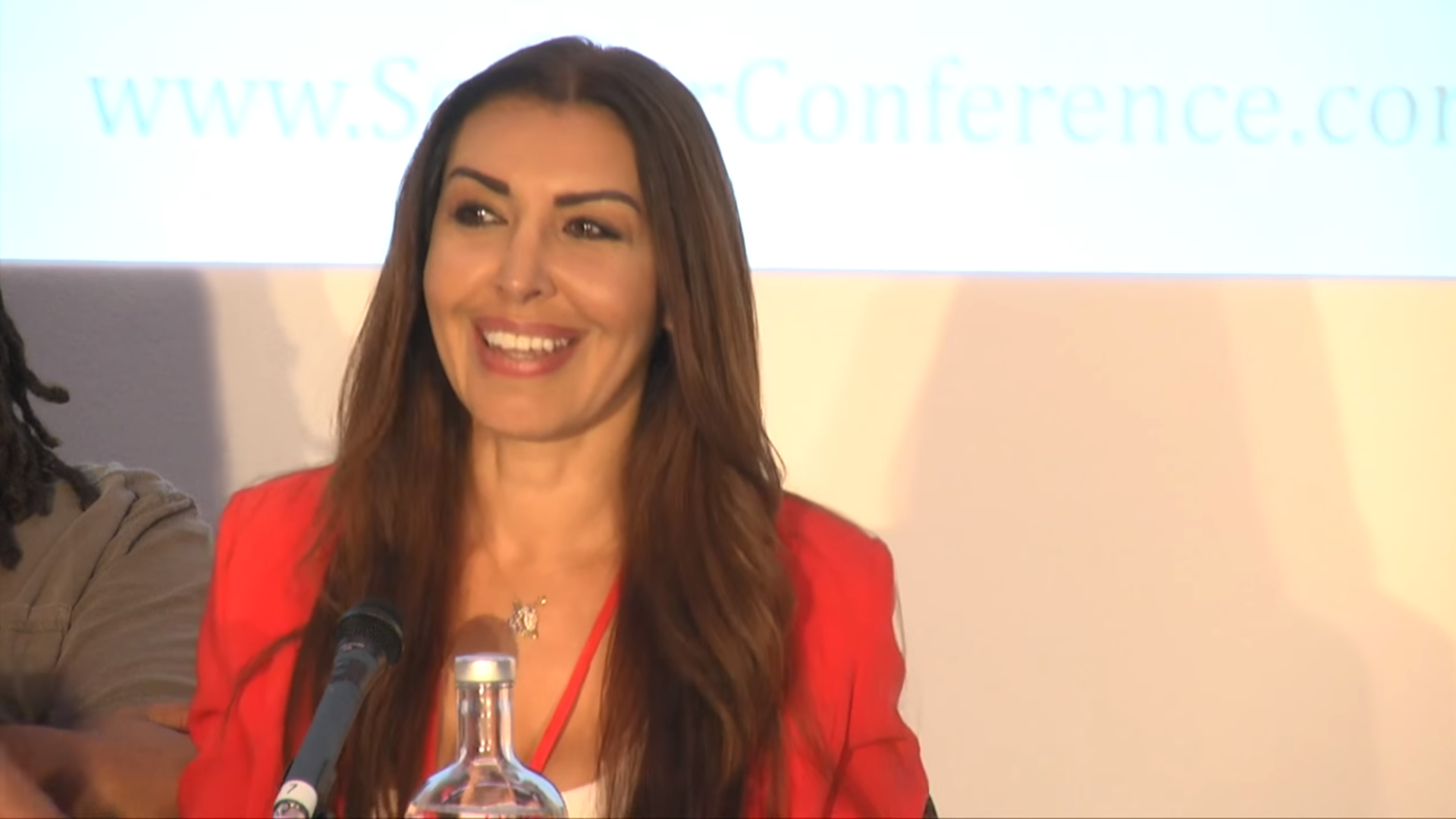
Zehra Pala 2017.

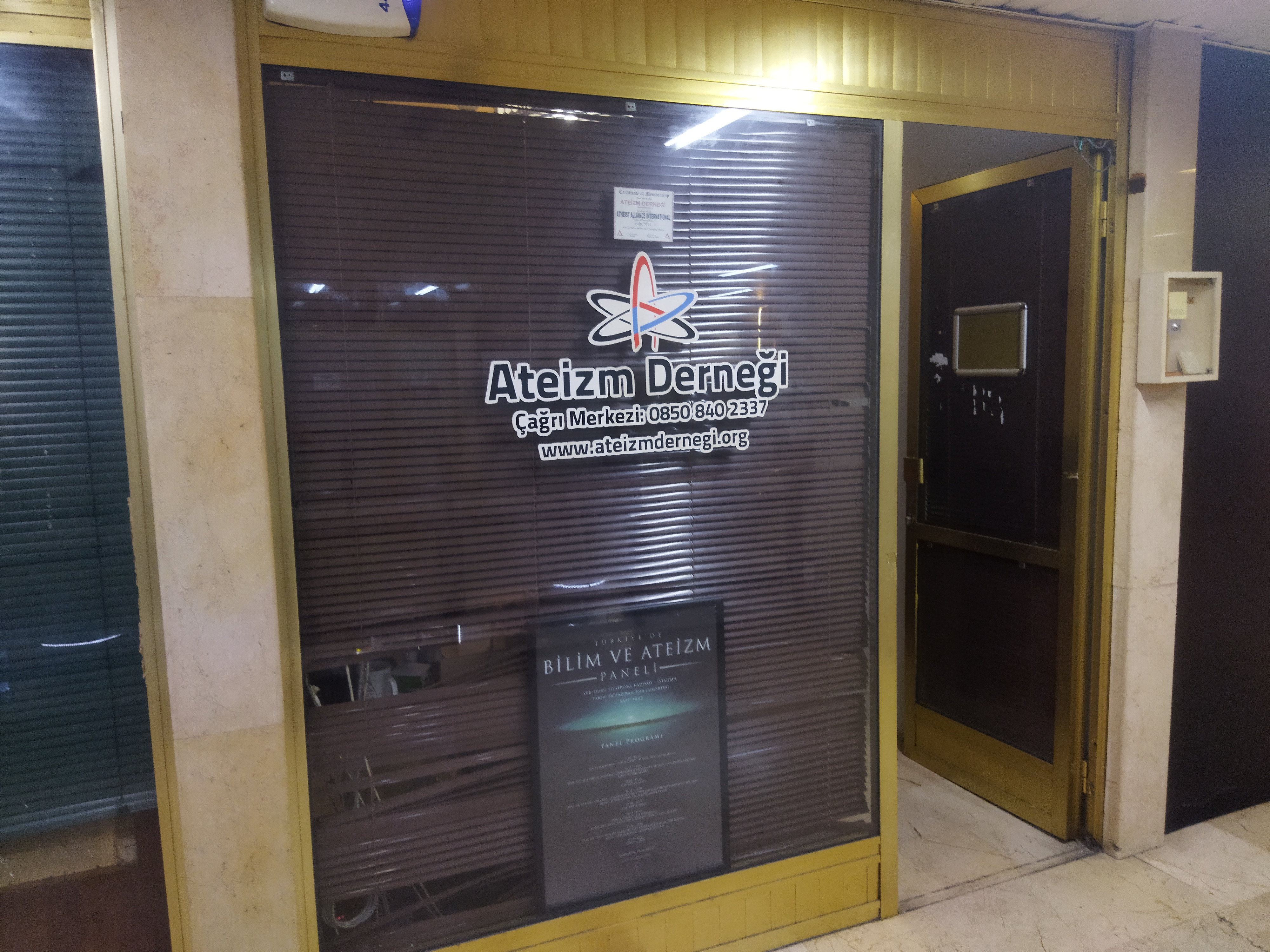
Istanbuler Zweig der Ateizm Derneği.

Ateizm Derneği (zu deutsch: Atheismus-Verein) ist eine im April 2014 gegründete NGO für die Bekanntmachung des Konzeptes des Atheismus und dient als Beistand für aufgrund ihrer Ansichten verfolgte Atheisten in der Türkei. Vorsitzender der Organisation ist Süleyman Karan, der Sitz liegt in Kadıköy, Istanbul. Sie ist die erste rechtlich anerkannte türkische atheistische Organisation, zugleich auch eine der ersten in der islamischen Welt. Sie ist von der EU als repräsentative Organisation der türkischen Atheisten anerkannt. 
Die Gründung des Vereins soll bürokratisch reibungslos gelaufen sein, jedoch hat der Verein aufgrund Beschimpfungen und Drohungen Überwachungskameras, Telefon-Aufzeichnungsgeräte und einen Panik-Knopf für schnelleres Erreichen der Polizei installiert.